# 15548 Kalinowski
15548 Kalinowski eller 2000 EJ147 är en asteroid i huvudbältet som upptäcktes den 4 mars 2000 av Catalina Sky Survey projektet. Den är uppkallad efter amatörastronomen Larry Kalinowski.
Asteroiden har en diameter på ungefär 3 kilometer.